# Carrera Panamericana 1954

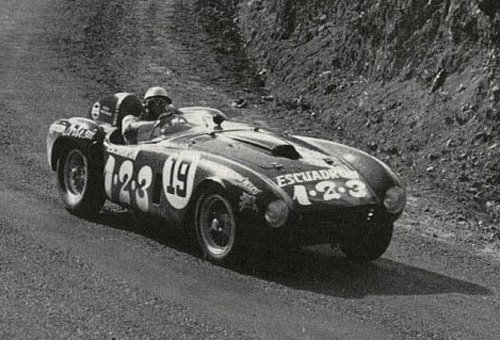
Gesamtsieger Umberto Maglioli im Ferrari 375 Plus

Die fünfte und letzte  Carrera Panamericana, auch V Carrera Panamericana Mexico, Competencia Internacional, fand vom 23. bis 27. November 1954 statt und war der sechste Wertungslauf der Sportwagen-Weltmeisterschaft dieses Jahres.

## Das Rennen
Die Carrera von 1954 war das letzte Straßenrennen unter diesem Namen bis zur Wiedereinführung der Veranstaltung als historisches Rennen 2006. Sieger wurde der Italiener Umberto Maglioli auf einem Ferrari 375 Plus Pinin Farina. Auch dieses Rennen war von tödlichen Unfällen überschattet, ein Umstand der mit zur Einstellung beitrug. Sechs Menschen, davon vier Rennteilnehmer, starben. Die beiden Argentinier Juan Antonio Gatti und Alfredo Doura verunglückten bereits vor dem Rennen bei einem Trainingsunfall tödlich. Ford Robinson, der Beifahrer von Jack McAfee, starb nach einem Überschlag des Ferrari 375 Plus während der ersten Etappe. Ein weiterer Beifahrer, Leopoldo Olvera Zabado, verlor sein Leben während der fünften Etappe; in diesem Streckenabschnitt kamen auch zwei Zuschauer zu Tode, als der Argentinier Patricio Achurra die Herrschaft über seinen Ford verlor und in eine Personengruppe fuhr.

## Ergebnisse

### Schlussklassement
| 1               | S + 1.5 | 19  | Erwin Goldschmidt               | Umberto Maglioli                                 | Ferrari 375 Plus Pinin Farina    | 17:40:26,000            |
| 2               | S + 1.5 | 20  | Allen Guiberson                 | Phil Hill Richie Ginther                         | Ferrari 375MM Vignale            | 18:04:50,000            |
| 3               | S 1.5   | 55  | Dist. VW. Central S.A.          | Hans Herrmann                                    | Porsche 550 Spyder               | 19:32:23,000            |
| 4               | S 1.5   | 56  | Jaroslav Juhan                  | Jaroslav Juhan                                   | Porsche 550 Spyder               | 19:33:09,000            |
| 5               | S + 1.5 | 22  | Prado Américas                  | Franco Cornacchia Enrico Peruchini               | Ferrari 250 Monza                | 19:45:06,000            |
| 6               | S + 1.5 | 24  | John Shakespeare                | Luigi Chinetti John Shakespeare                  | Ferrari 375MM Pinin Farina       | 20:10:28,000            |
| 7               | S + 1.5 | 11  | Akton Miller                    | Akton Miller Douglas Harrison                    | Caballo de Hiero                 | 20:21:09,000            |
| 8               | S 1.5   | 54  | Monte Carlo Auto Sport          | Louis Chiron Robert Delpech                      | OSCA MT4 1500                    | 20:34:56,000            |
| 9               | T +3.5  | 149 | Lincoln                         | Raymond Crawford Enrique Iglesias                | Lincoln Capri                    | 20:40:19,000            |
| 10              | T +3.5  | 103 | Lincoln                         | Walt Faulkner Francis Hainley                    | Lincoln Capri                    | 20:42:07,000            |
| 11              | T + 3.5 | 127 | Barry Motor Sales               | Keith Andrews Blue Plemond                       | Cadillac Series 62               | 20:43:14,000            |
| 12              | S 1.5   | 58  | Dist. VW. Central S.A.          | Fernando Segura Herbert Linge                    | Porsche 550 Spyder               | 20:46:23,000            |
| 13              | S +1.5  | 9   | Jean Trévoux                    | Jean Trévoux Armonda Gonzales                    | Packard Motto Special            | 20:48:31,000            |
| 14              | T + 3.5 | 110 | Adolph Otterstein               | Edward Stringer Truman Wood                      | Cadillac Series 62               | 21:15:13,000            |
| 15              | TE 1.9  | 251 | Alfa Romeo Finmeccanica         | Consalvo Sanesi Giuseppe Cagna                   | Alfa Romeo 1900TI                | 21:50:42,000            |
| 16              | T +3.5  | 111 | Coca-Cola Mexico                | Luis Leal Solares Alfredo Garcia Avila           | Buick Century                    | 21:51:17,000            |
| 17              | T +3.5  | 113 | Coca-Cola Mexico                | Ricardo Ramiez Josefat Larios Zuniga             | Buick Century                    | 22:28:36,000            |
| 18              | TE 1.9  | 256 | Alfa Romeo Finmeccanica         | Sergio Mantovani Bruno Chiappa                   | Alfa Romeo 1900TI                | 22:06:25,000            |
| 19              | TE 1.9  | 267 | Alfa Romeo Finmeccanica         | Mario dalla Favera Egidio Campigotto             | Alfa Romeo 1900TI                | 22:06:50,000            |
| 20              | TE 1.9  | 255 | Alfa Romeo Finmeccanica         | Piero Carini Giuseppe Sambrotta                  | Alfa Romeo 1900TI                | 22:19:04,000            |
| 21              | T + 3.5 | 119 | Pacheco y Cia                   | Douglas Ehrlinger Louis Solorio                  | Packard Clipper                  | 22:23:34,000            |
| 22              | T + 3.5 | 115 | Coca-Cola Mexico                | Julio Mariscal Luis Pombo Rivadeneyra            | Buick Century                    | 22:30:39,000            |
| 23              | TS      | 226 | Tommy Drisdale                  | Tommy Drisdale Walter Krause                     | Dodge V-8                        | 22:35:53,000            |
| 24              | TS      | 217 | Dickshire                       | C. D. Evans Armando Velazquez                    | Dodge V-8                        | 22:50:44,000            |
| 25              | T + 3.5 | 133 | Abraham Yunes                   | Raimundo Corona Illescas Enrique Ortega Aguillar | Packard                          | 22:51:20,000            |
| 26              | T + 3.5 | 124 | Abraham Yunes                   | Raimundo Corona Illescas Enrique Ortega Aguillar | Packard                          | 22:51:20,000            |
| 27              | TS      | 231 | Ray Elliott                     | Ray Elliott Edward Stark                         | Dodge V-8                        | 22:52:16,000            |
| 28              | S 1.5   | 51  | Calzado Canadá S.A.             | Salvador López Chávez                            | Porsche 550 Spyder               | 22:57:31,000            |
| 29              | TS      | 211 | Arturo Alvarez Tostado          | Arturo Alvarez Tostado Alfredo Cabrero Porras    | Dodge V-8                        | 23:00:18,000            |
| 30              | TE 1.9  | 252 | Atoyac                          | Adolfo Velazquez Horacio Ruiz                    | Alfa Romeo 1900TI                | 23:00:57,000            |
| 31              | TS      | 238 | Scott Yantis                    | Scott Yantis                                     | Studebaker Commander             | 23:02:04,000            |
| 32              | TS      | 208 | Dehler                          | Moisés Solana Enrique Doblado                    | Dodge V-8                        | 23:08:40,000            |
| 33              | TS      | 209 | Oscar Cabalén                   | Oscar Cabalén Genaro Silva                       | Ford V-8                         | 23:08:55,000            |
| 34              | TS      | 331 | Floyd Clymer                    | Piero Taruffi Bob Feurchelm                      | Ford 6                           | 23:15:51,000            |
| 35              | TS      | 237 | Ferreteria del Sol              | Romario Aguilar Alfonso Franco                   | Dodge                            | 23:18:45,000            |
| 36              | TS      | 201 | Refrescos Jarrito               | Octavio Anza Johnny Mantz Constantia Ruiz        | Ford                             | 23:19:06,000            |
| 37              | T + 3.5 | 117 | Tony de Rosa                    | Tony de Rosa Alfonso Bustos                      | Lincoln Capri                    | 23:27:31,000            |
| 38              | TS      | 219 | Malcolm Eckart                  | Malcolm Eckart Carroll Hamplemann                | Hudson Wasp                      | 23:28:09,000            |
| 39              | TS      | 218 | Puebla                          | Francisco Rodriguez Sanchez Roberto Vargas       | Dodge Royal                      | 23:37:47,000            |
| 40              | TS      | 220 | Manuel Meneses                  | Manuel Meneses                                   | Studebaker Commander             | 23:47:42,000            |
| 41              | TS      | 232 | Felix Alberto Peduzzi           | Felix Alberto Peduzzi Eduardo del Molino         | Ford                             | 23:56:10,000            |
| 42              | TS      | 326 | Raimundo Caparrós               | Raimundo Caparrós Heldi Paladino                 | Chevrolet Bel Air                | 24:01:33,000            |
| 43              | TS      | 243 | Osvaldo Jose Mantega            | Osvaldo Jose Mantega Ernesto Nunez               | Chevrolet Bel Air                | 24:07:51,000            |
| 44              | TS      | 213 | Abelardo Matamoros              | Abelardo Matamoros Raul Blancas                  | Studebaker Commander             | 24:12:47,000            |
| 45              | TS      | 320 | Vicente Tirabasso               | Vicente Tirabasso Ruben Giscoman                 | Chevrolet Bel Air                | 24:13:16,000            |
| 46              | TS      | 216 | Jorge Descote                   | Jorge Descote Antolin Sanchez Marin              | Chevrolet Bel Air                | 24:13:17,000            |
| 47              | TS      | 340 | Tadeo Taddia                    | Tadeo Taddia Sebastián Messino                   | Chevrolet Bel Air                | 24:16:41,000            |
| 48              | TS      | 342 | Baltazar Alaimo                 | Baltazar Alaimo Eliseo Rodriguez                 | Chevrolet Bel Air                | 24:18:18,000            |
| 49              | TS      | 229 | Marcos Ciani                    | Marcos Ciani Juan Munguin                        | Chevrolet Bel Air                | 24:20:28,000            |
| 50              | TS      | 227 | Enrique Paredes                 | Enrique Paredes Louis Herrastri                  | Ford                             | 24:22:58,000            |
| 51              | TS      | 245 | Raul Jaras                      | Raul Jaras Tomas Bravo                           | Chevrolet Bel Air                | 24:28:47,000            |
| 52              | TS      | 205 | Union de Choferes               | Roberto Belmar Felix San Roman                   | Studebaker Commander             | 24:32:28,000            |
| 53              | TS      | 330 | Robert Lilienthal               | Robert Lilienthal Wendell Anderson               | Ford                             | 24:37:27,000            |
| 54              | T + 3.5 | 130 | Guillermo Suhr Contreras        | Guillermo Suhr Contreras Oscar Alfonso Aguilar   | Oldsmobile Super 88              | 24:42:00,000            |
| 55              | TS      | 221 | Rafael Larocca                  | Rafael Larocca Virginio Aguilar                  | Chevrolet Bel Air                | 24:43:48,000            |
| 56              | TS      | 301 | Jorge Zorzi Olazabal            | Jorge Zorzi Olazabal Oreste Botta                | Chevrolet Bel Air                | 24:49:46,000            |
| 57              | TS      | 310 | Ernesto Beronio                 | Ernesto Beronio                                  | Ford                             | 24:54:46,000            |
| 58              | TS      | 247 | Hernan Videla                   | Hernan Videla Domingo Venturelli                 | Chevrolet Bel Air                | 24:58:20,000            |
| 59              | TS      | 240 | Salvador Torisse                | Salvador Torisse Enrique Torrente                | Chevrolet Bel Air                | 25:03:34,000            |
| 60              | TS      | 303 | Angel de la Rosa                | Angel de la Rosa Angel Antenone                  | Chevrolet Bel Air                | 25:11:40,000            |
| 61              | T + 3.5 | 107 | Manuel Acosta Munoz             | Manuel Acosta Munoz Fernando Najera              | Buick Century                    | 25:15:09,000            |
| 62              | TS      | 241 | Pablo Gulle                     | Pablo Gulle Domingo Reyes                        | Chevrolet Bel Air                | 25:33:21,000            |
| 63              | TS      | 233 | Andres Ferreno Barreiro         | Andres Ferreno Barreiro Luis Maria Martorani     | Ford                             | 25:43:39,000            |
| 64              | TS      | 314 | Daniel Musso                    | Daniel Musso Alejandro Navarro                   | Ford                             | 25:52:59,000            |
| 65              | TS      | 321 | Melvin Stickney                 | Melvin Stickney Walter von Schoenfeld            | Ford                             | 25:53:38,000            |
| 67              | S 1.5   | 59  | Otto Becker Estrada             | Otto Becker Estrada                              | Porsche 356 1500 Super           | 26:07:59,000            |
| 68              | TS      | 323 | Joaquin Salas Ferrer            | Joaquin Salas Ferrer Carlos Buenaventura Perez   | Ford                             | 26:13:38,000            |
| 69              | TS      | 305 | Alberto Loguló                  | Alberto Loguló Ismael Canas                      | Ford                             | 26:16:22,000            |
| 70              | S 1.5   | 53  | Ernst-Joachim Hirz              | Ernst Joachim Hirz                               | Porsche 356 1500 Super           | 26:22:24,000            |
| 71              | TS      | 332 | Carlos Pfeffer                  | Carlos Pfeffer                                   | Ford                             | 26:31:25,000            |
| 72              | TS      | 334 | Cesar Oscar Vidales             | Cesar Oscar Vidales                              | Ford                             | 26:40:32,000            |
| 73              | TS      | 312 | Oscar Cremer                    | Oscar Cremer Marcos Pliego                       | Ford                             | 26:56:19,000            |
| 74              | TE 1.9  | 253 | Carl Borgward                   | Adolf Brudes Erik Bock                           | Borgward Isabella                | 27:02:36,000            |
| 75              | TS      | 316 | Pedro Pedinari                  | Pedro Pedinari                                   | Ford                             | 28:15:48,000            |
| 76              | TS      | 242 | Antonio Pingeon                 | Antonio Pingeon Manuel Jose Galandrino           | Ford                             | 28:18:23,000            |
| 77              | TS      | 313 | Americo Guzzini                 | Americo Guzzini Bernardo Guzzini                 | Ford                             | 29:02:01,000            |
| 78              | TE 1.9  | 261 | Alfonso zu Hohenlohe-Langenburg | Alfonso zu Hohenlohe-Langenburg Alberto Alvarez  | Volkswagen 1200 De Luxe          | 30:14:12,000            |
| 79              | TE 1.9  | 263 | Alfonso zu Hohenlohe-Langenburg | Manuel Hinke                                     | Volkswagen 1200 De Luxe          | 30:15:54,000            |
| 80              | TE 1.9  | 262 | Alfonso zu Hohenlohe-Langenburg | Jan Wyers Rene Wyers                             | Volkswagen 1200 De Luxe          | 30:17:56,000            |
| 81              | TS      | 246 | Bartollo Abello                 | Bartollo Abello Adolfo Canas                     | Ford                             | 31:01:04,000            |
| 82              | TE 1.9  | 270 | Alfonso de la Pena Cardona      | Alfonso de la Pena Cardona                       | Volkswagen 1200 De Luxe          | 31:01:43,000            |
| 83              | TE 1.9  | 271 | Alfonso zu Hohenlohe-Langenburg | Axel Wars                                        | Volkswagen 1200 De Luxe          | 31:04:41,000            |
| 84              | TE 1.9  | 272 | Ara Arakelian                   | Ara Arakelian                                    | Volkswagen 1200 De Luxe          | 31:11:07,000            |
| 85              | TE 1.9  | 269 | Juan de Aguinaco                | Juan de Aguinaco                                 | Volkswagen 1200 De Luxe          | 31:15:59,000            |
| Disqualifiziert |         |     |                                 |                                                  |                                  |                         |
| 86              | TS      | 234 | Eduardo d’Alessandro            | Eduardo d’Alessandro Francisco Vega Monroy       | Chevrolet Bel Air                | Zeitlimit überschritten |
| 87              | S +1.5  | 3   | Dominicana                      | Porfirio Rubirosa Ernie McAfee                   | Ferrari 500 Mondial              | Zeitlimit überschritten |
| 88              | S +1.5  | 4   | Erwin Goldschmidt               | Roberto Bonomi Charles Peyloubet                 | Ferrari 375MM                    | Zeitlimit überschritten |
| 89              | S +1.5  | 14  | Hotel del Prado                 | Giovanni Bracco Riccardo Livocchi                | Ferrari 750 Monza                | Zeitlimit überschritten |
| 90              | S 1.5   | 17  | Duane Carter                    | Duane Carter                                     | Kurtis 500S                      | Zeitlimit überschritten |
| 91              | S 1.5   | 100 | Jacqueline Evans                | Jacqueline Evans                                 | Porsche 356 SL                   | Zeitlimit überschritten |
| Ausgefallen     |         |     |                                 |                                                  |                                  |                         |
| 92              | T + 3.5 | 106 | Phillips Radio Mexico           | Felix Cerda Loza Raul Aguilar                    | Lincoln Capri                    |                         |
| 93              | T + 3.5 | 112 | Coca-Cola Mexico                | Fernando Razo Maciel Sergio Campos Yanez         | Buick Century                    |                         |
| 94              | T + 3.5 | 112 | Pat Zoccano                     | Pat Zoccano                                      | Buick                            |                         |
| 95              | TS      | 212 | Dan Morgan                      | Dan Morgan Frank Valchucks                       | Ford                             |                         |
| 96              | T + 3.5 | 116 | Super Diesel                    | Alfonso Cesar Franco Jose Hernandez              | Buick Riviera                    |                         |
| 97              | TS      | 203 | Leonel Garza                    | Leonel Garza Leobardo Elizondo                   | Chevrolet Bel Air                |                         |
| 98              | TS      | 210 | Hollywood Deeptone              | Tommy Gordon Roberto Castaneda                   | Ford                             |                         |
| 99              | TS      | 215 | Productos Automotrices          | Carlos Diaz Garcilazo Federico Carazin           | Studebaker Champion              |                         |
| 100             | TE 1.9  | 268 | Alfa Romeo Finmeccanica         | Bruno Bonini Piero Zanavoni                      | Alfa Romeo 1900TI                |                         |
| 101             | TS      | 315 | Victorio Menghi                 | Victorio Menghi Leopoldo Olvera Zabado           | Chevrolet Bel Air                |                         |
| 102             | TS      | 319 | Santos Martin                   | Santos Martin Horacio Zumelzu                    | Ford                             |                         |
| 103             | TS      | 318 | Carlos Battilana Olazabal       | Carlos Battilana Olazabal Oscar Martorani        | Ford                             |                         |
| 103             | S + 1.5 | 13  | Javier Velazquez                | Francisco Ibarra Fernando Pinal                  | Jaguar C-Type                    |                         |
| 104             | S + 1.5 | 16  | Oscar Fano Bush                 | Oscar Fano Bush Roberto Barajas                  | Jaguar XK 120                    |                         |
| 105             | TS      | 207 | Lineas Union del Sur            | Olegario Perez Pliego Ascencion Morales          | Ford                             |                         |
| 106             | TS      | 222 | Bujias Mexicanas                | Hector Ortiz Palacios Vicente Solar              | Dodge Royal                      |                         |
| 107             | TS      | 230 | Plinio Larocca                  | Plinio Larocca Rogelio Cruz                      | Ford                             |                         |
| 108             | TS      | 250 | Patricio Achura                 | Patricio Achura Jean Safont                      | Ford                             |                         |
| 109             | S + 1.5 | 10  | Allen Guiberson                 | Joaquin Palacio Pover Celso Fernandez            | Pegaso Z102BS Touring            |                         |
| 110             | S + 1.5 | 32  | Cabero                          | Alberto del Campo Jorge Mejia Martinez           | Cabero Special                   |                         |
| 111             | S 1.5   | 60  | Carl Borgward                   | Karl-Günther Bechem Rudolf Herzog                | Borgward Rennsport 55            |                         |
| 112             | T + 3.5 | 105 | Gas Atlas                       | Miguel Garcia Bastida Pedro Gomez                | Lincoln Capri                    |                         |
| 113             | TS      | 204 | Mickey Thompson                 | Mickey Thompson Rodger Flores                    | Ford                             |                         |
| 114             | TS      | 225 | Frank Davis                     | Frank Davis Dennis Cannon                        | Dodge                            |                         |
| 115             | TS      | 249 | Eugenio Guerrero                | Eugenio Guerrero Ricardo Varela                  | Dodge                            |                         |
| 116             | TE 1.9  | 257 | Alfa Romeo Finmeccanica         | José Antonio Solana Luis Leguizamo               | Alfa Romeo 1900TI                |                         |
| 117             | TS      | 311 | Bartolome Ortiz                 | Bartolome Ortiz Aurelio Lara                     | Ford                             |                         |
| 118             | TS      | 341 | Eugenio Modica                  | Eugenio Modica Ignacio Espina                    | Chevrolet Bel Air                |                         |
| 119             | S 1.5   | 52  | Escuderia Espaňa                | Roberto Mieres                                   | OSCA MT4 1500                    |                         |
| 120             | T + 3.5 | 101 | Angel Acar Valle                | Angel Acar Valle Heriberto Angulo                | Lincoln Capri                    |                         |
| 121             | TE 1.9  | 265 | David Cerezo                    | David Cerezo Carlos Palacios                     | Alfa Romeo 1900T                 |                         |
| 122             | TS      | 318 | Antonio Gomez                   | Antonio Gomez                                    | Ford                             |                         |
| 123             | S + 1.5 | 8   | Donald Mitchell Healey          | Carroll Shelby Ray Jackson-Moore                 | Austin-Healey 100                |                         |
| 124             | S + 1.5 | 61  | Carl Borgward                   | Franz-Eugen Hammernick Fritz Jüttner             | Borgward Rennsport 55            |                         |
| 125             | S 1.5   | 62  | Manfredo Lippmann               | Manfred Lippmann                                 | Osca MT4 2AD 1500 Morelli Spider |                         |
| 126             | T + 3.5 | 108 | Lincoln                         | Bill Vukovich Vern Houle                         | Lincoln Capri                    |                         |
| 127             | T + 3.5 | 114 | Coca-Cola Mexico                | Hector Riva Palacio Roberto Garcia               | Buick Century                    |                         |
| 128             | T + 3.5 | 123 | Luis Rafael Garzon              | Luis Rafael Garzon Luis Alfonso Murcia           | Lincoln Capri                    |                         |
| 129             | TS      | 206 | Pedro Ovies Sanchez             | Pedro Ovies Sanchez Federico Tomeu               | Ford                             |                         |
| 130             | TS      | 228 | Pepe Russo                      | Pepe Russo Pedro Gonzalez                        | Ford                             |                         |
| 131             | TE 1.9  | 258 | Pedro Llano                     | Pedro Llano                                      | Alfa Romeo 1900T                 |                         |
| 132             | TE 1.9  | 258 | Guillermo Airaldi               | Guillermo Airaldi                                | Alfa Romeo 1900T                 |                         |
| 133             | S + 1.5 | 1   | John Edgar                      | Jack McAfee Ford Robinson                        | Ferrai 375 Plus Pinin Farina     |                         |
| 134             | S + 1.5 | 2   | Escuderia Espaňa                | Alfonso de Portago                               | Ferrari 750 Monza                |                         |
| 135             | S + 1.5 | 6   | Jack Ensley                     | Bob Christie                                     | Kurtis 500S                      |                         |
| 136             | S + 1.5 | 7   | Donald Healey                   | Lance Macklin Donald Mitchell Healey             | Austin-Healey 100                |                         |
| 137             | S + 1.5 | 12  | Bill von Esser                  | Bill von Esser Ernest Pultz                      | Chevrolet Corvette               |                         |
| 138             | S 1.5   | 99  | Cruz Blanca                     | Jim Cassidy                                      | Cassidy Special MG               |                         |
| 139             | T + 3.5 | 102 | Lincoln                         | Chuck Stevenson Chuck Daigh                      | Lincoln Capri                    |                         |
| 140             | T + 3.5 | 104 | Lincoln                         | Johnny Mantz                                     | Lincoln Capri                    |                         |
| 141             | T + 3.5 | 109 | Lincoln                         | Jack McGrath Manuel Ayulo                        | Lincoln Capri                    |                         |
| 142             | T + 3.5 | 120 | Lincoln                         | Ferdinando de Leeuw Murphy Victor Becerra        | Lincoln Capri                    |                         |
| 143             | T + 3.5 | 120 | Ronald Ferguson                 | Lenard Sutton Ronald Ferguson                    | Lincoln Capri                    |                         |
| 144             | T + 3.5 | 128 | Ernest Hall                     | Ernest Hall Louis Unser                          | Buick                            |                         |
| 145             | T + 3.5 | 167 | Converse Motors                 | Bob Korf Walter Judge                            | Chrysler                         |                         |
| 146             | TS      | 202 | Refrescos Jarrito               | Ricardo Anza Ricardo Lopez Ramirez               | Ford 6                           |                         |
| 147             | TE 1.9  | 254 | Anaconda Nacional               | Guido Mancini Francisco Mijare                   | Alfa Romeo 1900T                 |                         |
| 148             | TS      | 302 | Jean-Manuel Bordeu              | Jean-Manuel Bordeu Raul Bujeiro                  | Chevrolet Bel Air                |                         |
| 149             | TS      | 324 | Humberto Maneglia               | Humberto Maneglia Ramon Leal Contreras           | Dodge Royal                      |                         |
| Nicht gestartet |         |     |                                 |                                                  |                                  |                         |
| 150             | TS      | 233 | Juan Antonio Gatti              | Juan Antonio Gatti Alfredo Doura                 | Ford                             | 1                       |

1 Tödlicher Unfall im Training

### Nur in der Meldeliste
Hier finden sich Teams, Fahrer und Fahrzeuge, die ursprünglich für das Rennen gemeldet waren, aber aus den unterschiedlichsten Gründen daran nicht teilnahmen.
| Pos. | Klasse  | Nr. | Team                   | Fahrer                                 | Chassis            |
| ---- | ------- | --- | ---------------------- | -------------------------------------- | ------------------ |
| 151  | S + 1.5 | 67  |                        | Luigi Chinetti Dick Irish              | Ferrari 375 Mexico |
| 152  | T + 3.5 | 121 | Cesar Oscar Vidale     | Cesar Oscar Vidale                     | Cadillac Series 62 |
| 153  | T + 3.5 | 126 | Julio Claro Vivanco    | Julio Claro Vivanco                    |                    |
| 154  | TS      | 214 | Clifford Sullivan      | Clifford Sullivan                      | Plymouth           |
| 155  | TS      | 224 | Julio Angel Gatti      | Julio Angel Gatti Edmundo Doura        | Ford               |
| 156  | TS      | 235 | Venancio Beamonte      | Venancio Beamonte                      |                    |
| 157  | TS      | 236 | Salvador Alvarez       | Salvador Alvarez                       | Ford               |
| 158  | TS      | 239 | Mario Reibaldi         | Mario Reibaldi                         |                    |
| 159  | TS      | 244 | Royal Russell          | Royal Russell Clarence Barbitt         | Dodge              |
| 160  | TS      | 248 | Delia Borges           | Delia Borges                           |                    |
| 161  | TE 1.9  | 264 | Pedro Llano            | Pedro Llano                            | Alfa Romeo 1900T   |
| 162  | TE 1.9  | 266 | Enrique Fluchaire      | Enrique Fluchaire                      | Alfa Romeo 1900T   |
| 163  | TS      | 306 | Juan Marchini          | Juan Marchini                          |                    |
| 164  | TS      | 307 | Leonidas Meda          | Leonidas Meda                          |                    |
| 165  | TS      | 308 | Nello Mascambruni      | Nello Mascambruni                      |                    |
| 166  | TS      | 309 | Emilio Jose Calatayub  | Emilio Jose Calatayub                  |                    |
| 167  | TS      | 317 | Manuel Cobas           | Manuel Cobas                           |                    |
| 168  | TS      | 322 | Marcelo Alos Vercher   | Marcelo Alos Vercher                   | Chevrolet Bel Air  |
| 169  | TS      | 327 | Francisco Martin       | Francisco Martin                       |                    |
| 170  | TS      | 329 | Ernesto Reyes Maquerda | Ernesto Reyes Maquerda Isirdo Cuenllas |                    |

### Klassensieger
| Klasse  | Fahrer           | Fahrer           | Fahrzeug                      | Platzierung im Gesamtklassement |
| ------- | ---------------- | ---------------- | ----------------------------- | ------------------------------- |
| S + 1.5 | Umberto Maglioli |                  | Ferrari 375 Plus Pinin Farina | Gesamtsieg                      |
| S 1.5   | Hans Herrmann    |                  | Porsche 550 Spyder            | Rang 3                          |
| T + 3.5 | Raymond Crawford | Enrique Iglesias | Lincoln Capri                 | Rang 9                          |
| TS      | Tommy Drisdale   | Walter Krause    | Dodge V-8                     | Rang 23                         |
| TE 1.9  | Consalvo Sanesi  | Giuseppe Cagna   | Alfa Romeo 1900TI             | Rang 15                         |

### Renndaten
- Gemeldet: 170
- Gestartet: 149
- Gewertet: 85
- Rennklassen: 5
- Zuschauer: unbekannt
- Wetter am Renntag: warm und trocken
- Streckenlänge: 3069,808 km
- Fahrzeit des Siegerteams: 17:40:26,000 Stunden
- Gesamtrunden des Siegerteams: 1
- Gesamtdistanz des Siegerteams: 3069,808 km
- Siegerschnitt: 173,692 km/h
- Pole Position: keine
- Schnellste Rennrunde: keine
- Rennserie: 6. Lauf zur Sportwagen-Weltmeisterschaft 1954